# Suda

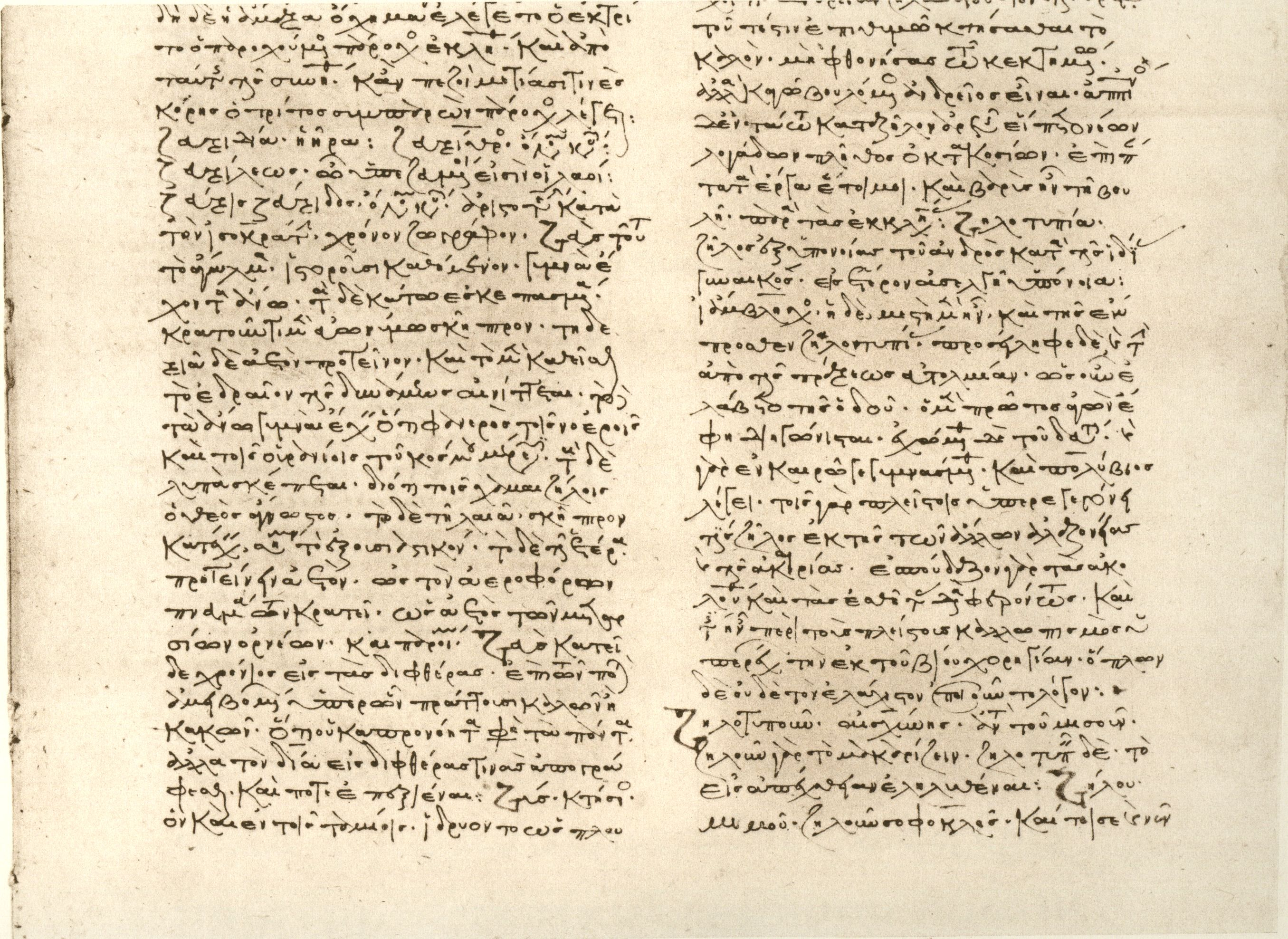
Eine Seite der Suda in der 1205 geschriebenen Handschrift Rom, Biblioteca Apostolica Vaticana, Vaticanus graecus 1296 (fol. 193r)

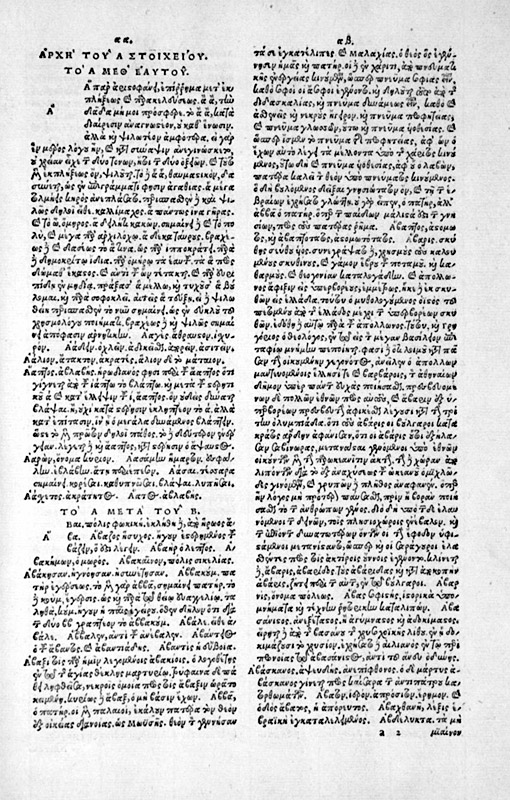
Seite aus einer frühen Druckausgabe der Suda (15./16. Jahrhundert)

Die Suda (mittelgriechisch ἡ Σοῦδα hē Soũda, deutsch ‚das Bollwerk‘) ist das umfangreichste erhaltene byzantinische Lexikon; es entstand vermutlich um 970. Ursprünglich wurde es einem Suidas genannten Autor zugeschrieben.

## Übersicht
Die Suda enthält über 30.000 Lemmata und ist – im Gegensatz zu den meisten anderen Nachschlagewerken dieser Zeit – alphabetisch gegliedert. Sie kann daher als sehr früher Vorläufer moderner Lexika oder Enzyklopädien gedeutet werden.
Die Suda enthält zahlreiche Artikel über Leben und Werk antiker und frühmittelalterlicher Autoren sowie über antike Geschichtsschreibung und Geographie. Ebenso finden sich Sachartikel aus Philosophie, Naturwissenschaft und Literaturgeschichte. Der Inhalt ist teilweise wenig verlässlich, da anscheinend viel aus dem Gedächtnis zitiert worden ist und die benutzten Quellen (darunter Kommentare und Schriften der Grammatiker) bereits ihrerseits unzuverlässig waren. Da das Lexikon viele verloren gegangene Werke zitiert, ist es dennoch für die Klassische Philologie eine unersetzliche Quelle. Es wurde bereits in byzantinischer Zeit und in der Renaissance viel benutzt.
Die Suda wurde rasch ins Lateinische übersetzt, und noch im 15. Jahrhundert erschien eine Druckversion.
Den humanistischen Philologen Justus Lipsius oder Denis Lambin wird der Satz zugeschrieben: pecus est Suidas, sed pecus aurei velleris („Suidas ist ein Schaf, aber ein Schaf mit goldener Wolle“).

## Titel
Das Werk wird heute in der Regel als Suda zitiert. Es wurde bis etwa 1930 (und teils bis heute) einem Autor namens Suidas (auch Souidas oder Soudas) zugeschrieben, doch ein Autor mit diesem Namen ist nicht bekannt. Sehr wahrscheinlich handelt es sich daher bei dem (fälschlich als Suidas gelesenen) Wort Suda in den Handschriften um den Titel des Werks, nicht um den Namen eines Verfassers. Dieser Irrtum geht vermutlich bereits auf Eustathios von Thessalonike zurück. Der Titel Suda bedeutet wahrscheinlich „Schanzwerk“ oder „Befestigungsanlage“: Das Lexikon sollte demnach wohl als eine „Festung des Wissens“ oder als „Festung gegen das Vergessen“ dienen.

## Suda On Line (SOL)
Die Suda steht in englischer Übersetzung und im griechischen Original in digitaler Form zur Verfügung. Seit Januar 1998 erarbeitet eine internationale Gruppe von Wissenschaftlern die webbasierte Edition Suda On Line (SOL). Das Projekt befindet sich im fortlaufenden Aufbau und ist unter www.stoa.org/sol/ ohne Paywall für jeden zugänglich. Qualifizierte User können sich als Editoren am Projekt beteiligen. Die Übersetzung und Kommentierung steht unter der Creative-Commons-Lizenz Attribution-NonCommercial-ShareAlike.

## Ausgaben
- Ada Adler (Hrsg.): Suidae lexicon. 5 Bände. Teubner, Leipzig 1928–1938 (Nachdruck Leipzig 1994–2001)
  - Band 1: Α–Γ. 1928
  - Band 2: Δ–Θ. 1931
  - Band 3: Κ–Ο; Ω. 1933
  - Band 4: Π–Ψ. 1935
  - Band 5: Indices, Praefatio. 1938